# Kymco Maxxer
Il Kymco Maxxer è un Quad prodotto dall'azienda di Taiwan Kymco dal 2005.

## Descrizione
Questo quad viene prodotto in due motorizzazioni da 50 e 300 cm³ da 2 tempi e 4 tempi. Per il modello 50 il raffreddamento è ad aria forzata mentre per il 300 il raffreddamento è a liquido.
L'avviamento è elettrico e a pedale nel 50 mentre nel 300 è solo elettrico. Il serbatoio può andare dagli 5,2 litri nel 50 ai 12,5 litri nel 300. La velocità massima è di 45 km/h nel 50 e di 83 km/h nel 300.
In Italia viene venduto in vari colori  a seconda delle motorizzazioni, nel 50 l'unico colore è il rosso, nel 300 i colori sono tre l'arancione, il bianco e il blu.